# Esquerdejat

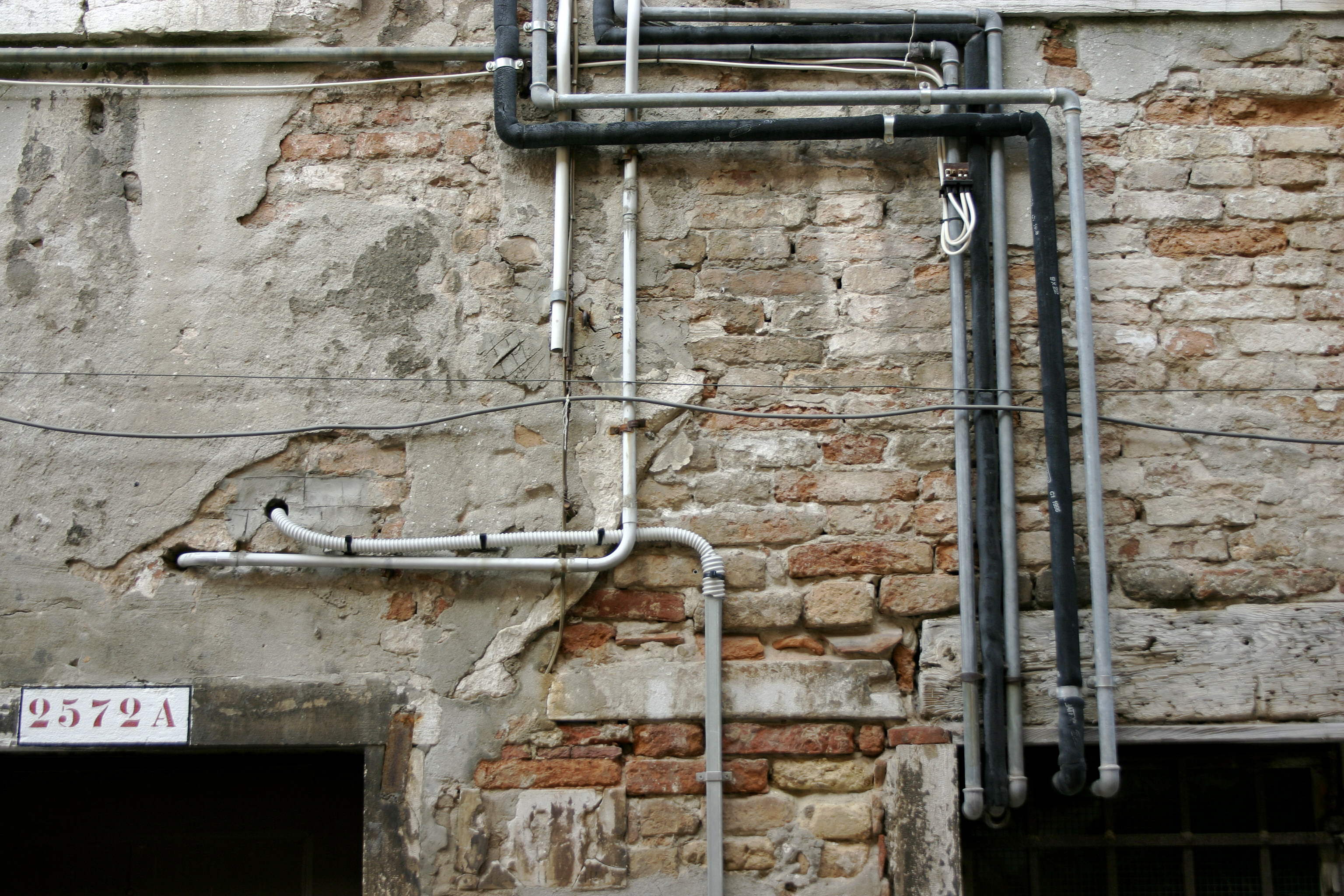
Esquerdejat mig caigut d'una façana

L'esquerdejat és una forma d'arrebossar una paret o un mur amb morter de sorra gruixuda, llançat amb la paleta, per tal d'igualar la superfície, tapar forats i deixar-la en condicions d'ésser arrebossada amb més cura.
En els esquerdejats s'utilitza morter de ciment, encara que ocasionalment s'hi pot afegir també una mica de calç.

## Nomenclatura dels revestiments de morter
És una pràctica comuna en l'arquitectura el fet de revestir parets i murs amb capes homogènies i contínues de diferents materials per millorar les seves propietats o simplement el seu aspecte. Els materials més utilitzats com a revestiment són els morters: barreges d'un conglomerant, sorra, i aigua, que en assecar endureixen. En funció del tipus de conglomerant utilitzat, les tècniques d'aplicació difereixen, i els revestiments posseeixen diferents propietats, adoptant, per tant, diferents noms: emblanquinat, acabat, lliscat, estuc, etc.

## Característiques
El morter de ciment pòrtland o simplement morter de ciment, es va desenvolupar a mitjans del segle xix, i menys d'un segle després ja superava en popularitat als morters de calç, que actualment han caigut en desús.
Dins dels revestiments de morter, l'esquerdejat és el més dur i resistent, i també el més durador. Aquestes propietats el converteixen en el revestiment més usat en parets i murs exteriors: pintat, és l'acabat habitual en façanes d'habitatges de baix pressupost, i en la pràctica totalitat de les mitgeres.
Com a aspectes negatius, és excessivament rígid (s'esquerda amb facilitat), i presenta un aspecte final molt pobre, de manera que la pràctica habitual és utilitzar com a suport per a un nou revestiment d'acabat, que pot consistir en una simple pintura, o en una nova capa d'un material més fi.
Habitualment, s'estableix una densitat en sec aparent de 2.000 kg/m3.

## Mètode d'aplicació
Per crear el morter es barregen ciment, sorra i aigua, habitualment en unes proporcions d'una part de ciment per cinc de sorra, i aigua fins a aconseguir una consistència fluida del material.
És convenient humitejar primer el parament de suport perquè no assequi la barreja excessivament aviat, impedint el correcte enduriment del material.
El morter es pot aplicar "a bona vista" o "reglejat", de manera anàloga als guarnits i lliscats.